# 法赫德·本·图尔基·阿勒沙特
法赫德·本·图尔基·本·阿卜杜勒阿齐兹·阿勒沙特（Fahd bin Turki bin Abdulaziz Al Saud，1959年8月—），沙特阿拉伯王子，中将。
法赫德是沙特阿拉伯开国国王阿卜杜勒-阿齐兹·本·阿卜杜拉赫曼·本·费萨尔·阿勒沙特的孙子。法赫德自2018年开始领导沙特阿拉伯驻也门联合部队。2020年8月31日，沙特阿拉伯发布国王令，以涉嫌金融腐败为由，终止法赫德服役，对其开始调查。这份国王令还免去了法赫德之子阿卜杜勒阿齐兹·本·法赫德·本·图尔基·本·阿卜杜勒阿齐兹·阿勒沙特焦夫省副省长的职务。
2015年4月，伊朗法尔斯通讯社曾引述知情人消息，称当时身为少将的沙特阿拉伯武装部队总参谋部高级指挥官法赫德在也门战死。